# Madura
Pour les articles homonymes, voir Madura (homonymie).
Madura (gentilé : Madurais) est une île d'Indonésie, située en mer de Java au large de l'île éponyme, à moins de trois kilomètres de Surabaya, capitale de la province de Java oriental.
Sa superficie est de 5 250 km² et sa population d'environ 4 millions d'habitants.

## Administration
Madura fait partie de la province de Java oriental. L'île est divisée en 4 kabupaten (départements) :
1. Bangkalan,
2. Pamekasan,
3. Sampang,
4. Sumenep.

## Histoire
Le Nagarakertagama, poème épique écrit en 1365 sous le règne du roi Hayam Wuruk (1350-89) de Majapahit, dresse une liste des "contrées tributaires" de Majapahit, qui, outre Madura, Sunda et Bali, va de Pahang en Malaisie à "Gurun" dans les Moluques, en passant par Malayu à Sumatra et "Bakulapura" à Bornéo.
Dans sa Suma Oriental, Tomé Pires, un apothicaire portugais ayant vécu de 1512 à 1515 a vécu à Malacca, ville dont le souverain était musulman, écrit que Madura n'est pas encore musulmane. D'après la tradition, les Madurais auraient commencé à se convertir à l'islam en 1528, c'est-à-dire juste après la prise de Kalapa, le port du royaume hindouiste sundanais de Pajajaran en 1527 par un prince musulman de Banten.
Madura est conquise en 1624 par les troupes du Sultan Agung du royaume de Mataram à Java. Agung impose à l'île, jusqu'alors divisée en plusieurs petites principautés, une lignée qui prendra en 1678 le nom de Tjakraningrat.
En 1671, le prince Trunajaya, avec l'appui de conspirateurs javanais qui projettent de s'emparer du trône de Mataram, prend le pouvoir à Madura. Allié à des soldats de Makassar qui avaient fui Sulawesi après la défaite du sultanat de Gowa devant les Hollandais, Trunajaya entreprend de conquérir Mataram, se prétendant descendre des rois de Majapahit. En 1677, il prend la capitale de Mataram, qu'il pille, mais il finira par être défait par les Javanais alliés aux Hollandais.

### La residentie de Madura

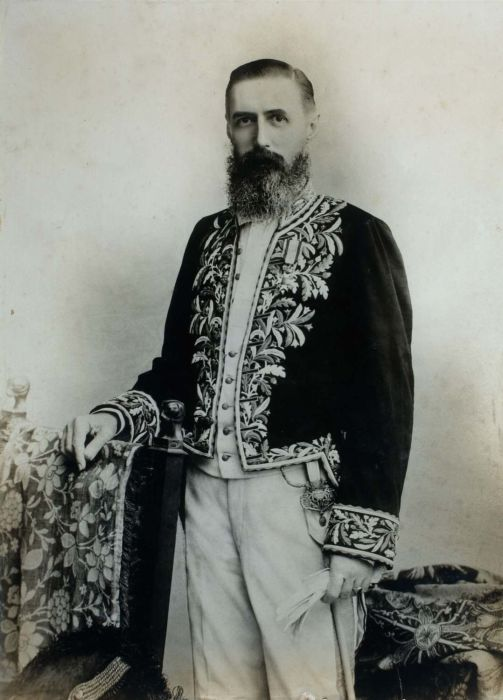
P. C. Arends, resident de Madura (vers 1900)

## L'État de Madura
Créé le 23 janvier 1948 à l'instigation des Hollandais, le Negara Madura ("État de Madura") a fait partie de la république des États-Unis d'Indonésie formée le 14 décembre 1949, pour être finalement incorporé à la république d'Indonésie le 9 mars 1950. Son walinegara (président) était le prince R. A. A. Tjakraningrat.

## Langue et culture
La langue maduraise, différente du javanais, forme à elle seule un groupe de la branche malayo-polynésienne des langues austronésiennes.
Tous les ans a lieu le festival de karapan sapi, dont la principale attraction est sa course de taureaux.

## Les sultans et princes madurais

### Bangkalan
Vers 1531 : fondation
Les souverains portaient le titre de Panembahan ("celui à qui on rend hommage") :
- … - 1648                   Cakra Adiningrat I
- 1648 - 1707                Cakra Adiningrat II
- 1707 - 1718                Cakra Adiningrat III
- 1718 - 1745                Cakra Adiningrat IV
- 1745 - 1762                Cakra Adiningrat V                 (d. 1770)
- 1762 - 1770                Cakra Adiningrat V                 (s.a.)
- 1770 - 1780                Cakra Adiningrat VI
- 1780 - 1808                Cakra Adiningrat VII               (d. 1815)

Les souverains prennent le titre de Sultan :
- 1808 - 1815                Cakra Adiningrat VII               (s.a.)
- 1815 - 1847                Cakra Adiningrat VIII              (d. 1847)

Les souverains prennent le titre de Panembahan :
- 1847 - 1863                Cakra Adiningrat IX
- 1863 - 1882                Cakra Adiningrat X                 (d. 1882)

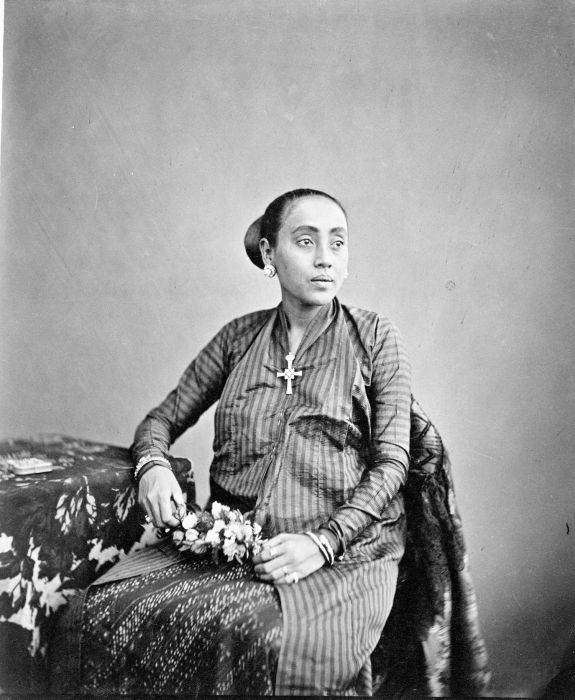
L'épouse du prince Cakra Adiningrat X en 1865

1882 : abolition de la principauté par le gouvernement colonial, transformation en regentschap
- 1885 - 1905                Pangeran Suryonegoro ou Cakra Adiningrat XI
- 1905 - 1918                R.A.A. Suryonegoro
- 1918 - 1945                Raden Ario Suryowinoto
- 1945 - 1956                R.A. Moh. Zis Cakraningrat

### Sumenep
Vers 1400 : fondation
Les souverains portaient le titre de Pangeran (prince) :
- 1767 - 1812                Tirta Negara II Natakusuma I

Les souverains prennent le titre de Panembahan : 
- 1812 - 1825                Adipati Natakusuma II
- Sultan
- 1825 - 1854                Adipati Natakusuma II Paku Nataningrat
- 1854 - 1879                Natakusuma III

1879 : abolition de la principauté par le gouvernement colonial, transformation en regentschap
- 1879 - 1901                Pangeran Ario Paku Nataningrat

### Pamekasan

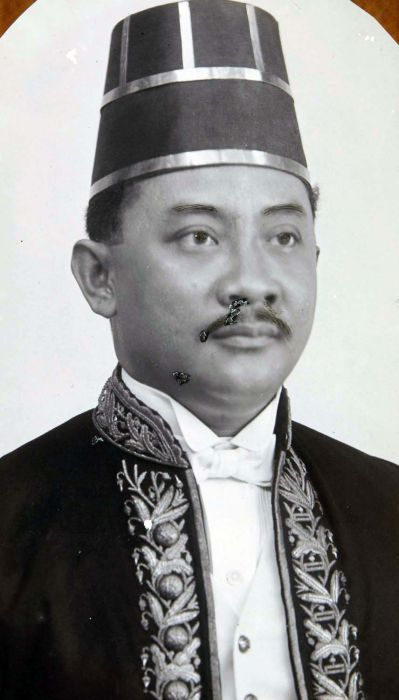
Le regent de Pamekasan (1910-1928)

Les souverains portaient le titre de Sultan :
- 1804 - 1842                Mangku Adiningrat
- 1842 - 1853                Adiningrat
- 1853                       Abolition du sultanat par le gouvernement colonial, transformation en regentschap
- 1883 - 1929                Raden Tumenggung Ario Prabowinoto
- 1929 - 1945                Raden Adipati Ario Samdikoen